# Willer Bordon
Willer Bordon (Muggia, 16 de enero de 1949 – Roma, 14 de julio de 2015) fue un académico, empresario y político italiano que sirvió en diferentes gabinetes en la década de los 90 y principios del 2000.

## Biografía
Bordon fue alcalde de Muggia durante once años. En 1987, fue elegido para el Parlamento de Italia, siendo elegido por Trieste. Fundó el Alianza Democrática, un pequeño partido de centroiquierda en 1992. Salió del partido en junio de 1994 después de unos pobres resultados en las elecciones generales de ese año. Posteriormente se unió al partido Democracia es Libertad-La Margarita. Desde 1998 hasta 1999 ocupó la cartera del Ministerio de Asuntos Públicos. Fue nombrado ministro de Medio Ambiente del gabinete dirigido por el Primer Ministro Giuliano Amato en abril de 2000. Bordon fue sustituido por Edo Ronchi como Ministro de Medio Ambiente.
Bordon también ocupó el cargo de senador. En 2008 Bordon se retiró del Senado. Después de dejar la política, se convirtió en presidente de la Enalg SpA. Además, fue profesor de ciencias políticas en la Universidad de La Sapienza.
Bordon murió a los 66 años el 14 de julio de 2015.